# Gagrella iwamasai
Gagrella iwamasai is een hooiwagen uit de familie Sclerosomatidae.